# Sonja (Gemälde)
Sonja ist der Titel eines Gemäldes des deutschen Malers Christian Schad. Das hochformatige Porträt aus dem Jahr 1928 zeigt eine im Berliner Bohème-Lokal Romanisches Café am Tisch sitzende Dreißigjährige von schlicht-elegantem Äußeren. Sonja „verkörperte in den 1920er Jahren den Prototyp der unabhängigen modernen Frau“. Das stilistisch der Neuen Sachlichkeit zuzuordnende Werk gehört seit 1997 zur Sammlung der Neuen Nationalgalerie in Berlin.

## Kunstwerk
Christian Schad verwendete eine Leinwand im Format 90 × 60 Zentimeter als Bildträger und Ölfarben als Malfarben. Der Verein der Freunde der Nationalgalerie konnte das unten rechts mit „SCHAD 28“ signierte Kunstwerk 1997 aus Mitteln der Stiftung Ingeborg und Günter Milich von der Galerie Brockstedt erwerben. Bereits seit 1995 war Sonja als Leihgabe der Hamburger Galerie den Besuchern der Nationalgalerie zugänglich. Als frühere Provenienz sind das Schad’sche Atelier in Keilberg (bis 1964), die Galerie Brockstedt und die Sammlung Martin in Hamburg (1964/65 bzw. 1965–1973) sowie Privatsammlungen in der Schweiz, darunter die 1994 gegründete Fondation Neumann in Gingins (1973–ca. 1995), auszumachen.

### Beschreibung
Die Porträtierte nimmt nahezu die gesamte Höhe des Bildes ein. Sie sitzt mit übergeschlagenen Beinen an einem weiß eingedeckten Tisch und trägt ein schlichtes schwarzes, etwa knielanges Kleid, dessen Saum leicht nach oben gerutscht ist. Der durchscheinende Chiffon ist mit Ausnahme eines schmalen Saums am Halsausschnitt und der oberen Partie der Ärmel blickdicht unterfüttert. Als einzigen Schmuck hat Sonja eine rosafarbene Seidenkamelie an ihrer linken Schulter befestigt. Ihr Gesicht ist markant, mit ausgeprägten, mittels Rouge betonten Wangenknochen, großen, dunkelgrünen Augen, schmalen Augenbrauen und vollen, gefärbten Lippen. Die dunklen, fast schwarzen Haare trägt die Dargestellte kurz geschnitten und tief gescheitelt; aus dem vollen Oberkopf hat sich eine Locke gelöst und verdeckt nun den größten Teil der Stirn. Auf dem Tisch sind die goldfarbene Hülse eines Lippenstiftes, eine schwarz lackierte Puderdose und eine offene Zigaretten-Packung der Marke Camel im Anschnitt zu sehen. Eine der Zigaretten glimmt in einer zwischen Zeige- und Mittelfinger gehaltenen Zigarettenspitze. Der Nagel des abgespreizten kleinen Fingers ist dezent lackiert.
Sonja befindet sich in einem Speiselokal. Unmittelbar hinter ihr steht ein zweiter Tisch, mit einem dicht herangestellten Holzstuhl und einem metallenen Eiskübel, auf dem der Buchstabe „K“ zu erkennen ist. Eine bereits geöffnete Sektflasche ragt heraus. Weiter im Hintergrund sitzen zwei Männer, deren Körper und Gesichter stark beschnitten sind. Der Mann rechts hinter Sonja trägt ein schwarzes Sakko, der gegenüber Sitzende eine rote Jacke mit Schalkragen und ein weißes Hemd mit schwarzem Querbinder. Zwischen zwei grau tapezierten Wänden führt ein Gang nach hinten aus dem Bild heraus.

### Interpretation
Sonjas Pose strahlt Lässigkeit aus, ihr rechter Arm liegt locker auf dem Tisch, bald wird sie den nächsten Zigarettenzug nehmen. Als moderne Frau der Großstadt raucht sie amerikanische Zigaretten und kann dank der neuesten Erfindungen der Kosmetikindustrie ihr Make-up zwischendurch auffrischen. Ihr Kleines Schwarzes und der Bubikopf entsprechen der Mode der Zeit. Das Gesicht wird von den auffallend großen Augen bestimmt. Die Deutung des Blickes reicht von in sich gekehrt oder ins Leere gehend bis hin zu traurig und melancholisch. Möglicherweise sind die Schatten unter den Augen auch ein Zeichen für Sonjas Müdigkeit nach einem langen Arbeitstag.
Die sozialen Lebensrealitäten von Frauen in den 1920ern waren nicht rosig. Durch den Ersten Weltkrieg hatte eine demografische Verschiebung stattgefunden, die insbesondere die Gruppe der 30- bis 35-Jährigen betraf. Viele Frauen waren alleinstehend oder gezwungen, die Familie selbst zu ernähren. Da selbst vermeintlich leichte Büroarbeiten durch Rationalisierungsmaßnahmen zu einer fabrikartigen Tätigkeit geworden waren, mussten sie dabei oft große körperliche Anstrengungen hinnehmen. Auf der anderen Seite zogen junge Frauen aus ihrer Berufstätigkeit ein gewisses Selbstwertgefühl, das sie durch modische Kleidung und Make-up zum Ausdruck brachten. In der Freizeit gönnten sie sich einen Kino- oder Revuebesuch, gingen zu Tanzveranstaltungen, zum Sport oder in ein Café.
Für Sonja wählte Christian Schad „ein Lokal mit etwas literarischer Atmosphäre […] und damit [… einen] Kreis, in dem die […] Berlinerin sich zu Hause fühlte“. Obwohl die Darstellung der Räumlichkeit von der Realität abweicht, gilt die allgemein angenommene Zuordnung als gesichert: Einer der Männer hinter Sonja lässt darauf schließen, dass es sich um das Literaten- und Künstlerlokal Romanisches Café in Berlin-Charlottenburg handelt.

## Personen

### Sonja
Als Felix Bryk die 32-jährige Sonja 1928 mit Schad in dessen Atelier zusammenbrachte, hatte diese ihren von einer männlichen Form abgeleiteten bürgerlichen Vornamen kurzerhand ersetzt. Die 1896 in Schwerin geborene Albertine Gimpel arbeitete als Sekretärin oder Korrespondentin bei der Mineralölfirma OLEX in Berlin. Fünf Jahre später veränderte sich ihr Leben radikal: Aufgrund ihrer jüdischen Abstammung wurde Gimpel 1933 fristlos entlassen, sie verließ Berlin und zog nach München, wo sie den Maler Franz Herda kennenlernte. Der in den USA geborene Sohn deutscher Auswanderer rettete sie ab November 1941 mehrfach vor einer Deportation durch die Nationalsozialisten. Im September 1948 heiratete Sonja ihren Retter Franz Herda, im Jahr darauf folgte sie ihm nach New York. 1962 kehrten beide nach Deutschland zurück und siedelten sich in Oberbayern an. Albertine Herda lebte dort bis 1973.

### Hintergrundfiguren
Die realistische Darstellung eines Ohrs genügt, um den Charakterkopf links im Bild zu identifizieren: Die zerbrechliche, gekrümmte Gestalt Max Herrmann-Neißes ist durch ein 1925 entstandenes Porträt von George Grosz überliefert. Der aus Neisse (Schlesien) stammende Dichter und Literat war „ständiger Gast im Romanischen Café“ und diente Schad als „Hinweis“ auf dieses Lokal.
Die Zuordnung des Mannes in der roten Schalkragen-Jacke bleibt spekulativ, denn für die Mutmaßung, es handele sich bei der massigen Silhouette um den erwähnten Entomologen Felix Bryk, lassen sich keine konkreten Hinweise finden. Eine Deutung der schwarzen Fläche vor der Gestalt als Flügel würde auf den Café-Pianisten hinweisen.

## Kontext

### (Kunst-)Geschichtliche Einordnung
Anfang der zwanziger Jahre hatte sich der Expressionismus erschöpft. In Italien fanden die Maler der Pittura metafisica den Weg zur Gegenständlichkeit, in Deutschland mehrten sich um 1920 die Anzeichen für eine Rückkehr zu einer distanzierten, gegenstandsbezogenen Sicht- und Malweise. Es kursierten die Stilbegriffe Nachexpressionismus, Magischer Realismus und ab 1923 schließlich Neue Sachlichkeit. Dieser bezeichnete sowohl die sachliche Einstellung des Künstlers zur Wirklichkeit als auch den gegenständlichen Darstellungsinhalt. Berlin war die unangefochtene Metropole, wenngleich sich gerade hier kein einheitliches Bild bot. Es erstreckte sich vom sozialkritischen Verismus eines George Grosz bis zum (Magischen) Realismus eines Christian Schad. Letzterer stellte nicht die sozialen Missstände an den Pranger, sondern hielt das flüchtige Zwischenstadium einer im Wandel befindlichen Stadt mit der wissenschaftlichen Präzision eines Insektenforschers fest. „Sonja repräsentiert den neuen Typus der emanzipierten, kühl distanzierten […] jungen Frau, die sich wie selbstverständlich in der Welt der Männer bewegt“ und „in betont selbstbewusster Pose allein am Tisch“ sitzt.
Ebenso wie Neue Sachlichkeit ist auch der Begriff Neue Frau charakteristisch für die Goldenen Zwanziger Jahre. Die junge Frauengeneration brachte die gesellschaftlichen Neuerungen und Verhaltensänderungen durch eine veränderte äußere Erscheinung zum Ausdruck und grenzte sich damit deutlich von der Generation ihrer Mütter und Großmütter ab. Die Bezeichnung Neue Frau war dagegen nicht neu. Ihn prägten bereits die ersten Feministinnen des 19. Jahrhunderts – als er noch „eine ausschließlich emanzipative Utopie, eine Wunschvorstellung dar[stellte], die es zunächst theoretisch zu verwirklichen galt“.

### Schads neusachliche Berlinerinnen
1928 zog Christian Schad von Wien nach Berlin. Bis 1929 malte er dort viele seiner bedeutendsten neusachlichen Porträts. Auffallend sind die stets übergroßen Augen der Dargestellten. In einem Interview von 1972 gab der Künstler an, beim Malen immer mit den Augen zu beginnen. Sie seien „sozusagen der archimedische Punkt“ und würden bei einem Porträt zuerst lebendig. Dennoch offenbaren sie nicht das Innere der Dargestellten, sondern schaffen eine kühle Distanz zum Betrachter.
„Die apartesten, gepflegtesten und auch die schönsten Frauen, die mir bei meinen wechselnden Aufenthalten in Europa begegneten, waren die Berlinerinnen“, lautet eine Passage der Bildlegende Christian Schads zu Lotte und Sonja, die er „zwischen den beiden Polen – auf der Straße, im Café oder im Salon – […] sah“. So unterschiedlich die Porträts sein mögen, neben den geschminkten Augen fällt bei beiden ein perfekt harmonierendes Lippenrot auf – nach Günter A. Richter für Schad das erotische Signal der Frauen. Bei Sonja sind die Blüte und der durchscheinende Stoff weitere, wenn auch verhaltene erotische Anspielungen.